# Via Capua-Regium

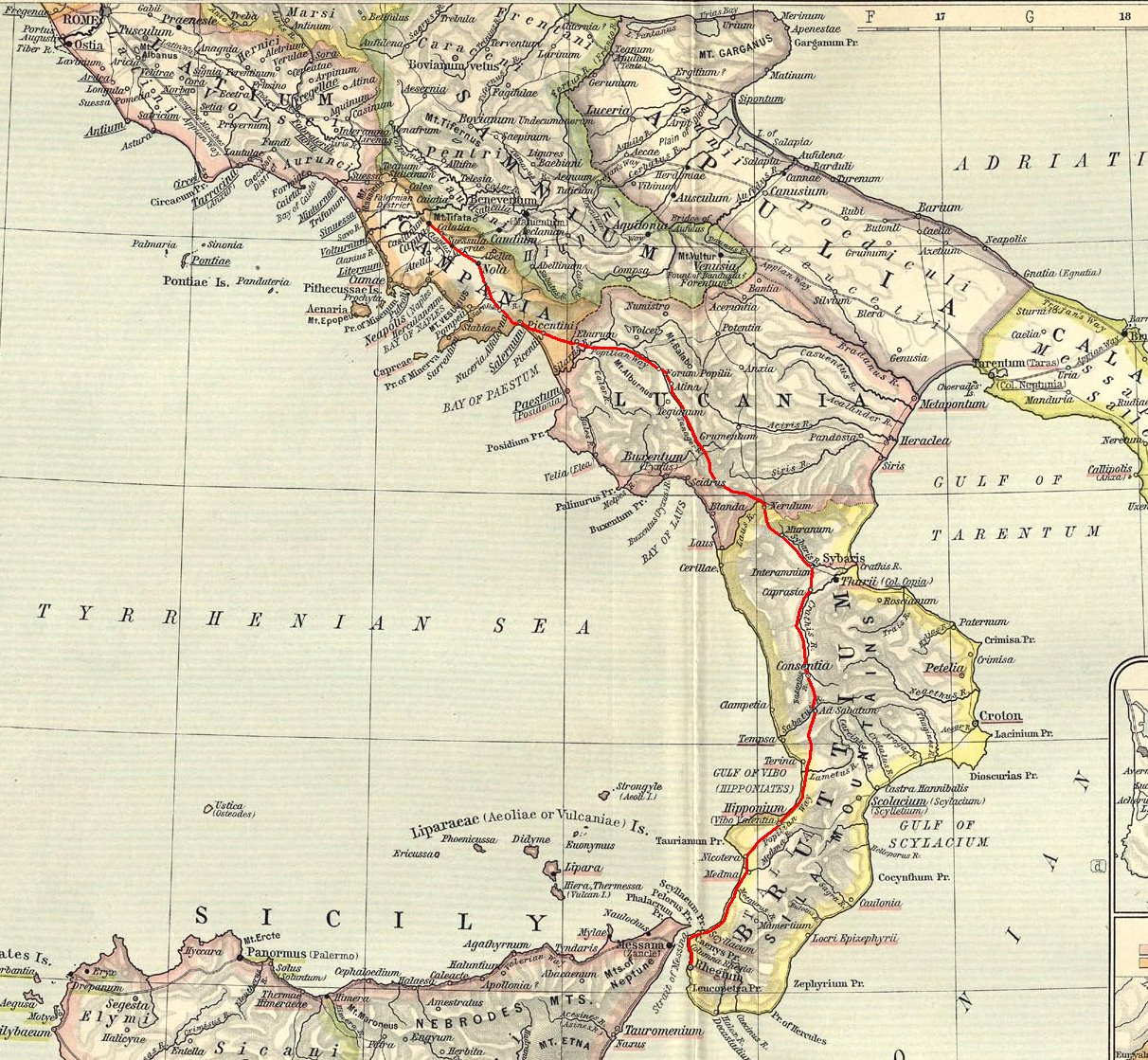
Il tracciato della via Rhegium(ad fretum ad Statuam, odierna Catona, frazione di Reggio Calabria). Via Popilia

La Via Rhegium - Capua (Via ab Rhegio ad Capuam), nota anche come Via Popilia o Via Annia, è un'importante strada romana costruita a partire dal 132 a.C., anno in cui la magistratura romana decretò la costruzione di una strada che congiungesse stabilmente Roma con la Civitas foederata Rhegium, all'estremità meridionale della penisola italiana.

## Il percorso
La strada si distaccava dalla via Appia a Capua, quindi toccava Calatia (odierna Maddaloni), Nolam (Nola), Nuceria Alfaterna (oggi Nocera Inferiore e Superiore) e Salernum (Salerno) sul mar Tirreno.
Da qui la strada attraversava la piana del Sele, fino ad Eburum (Eboli). Dopo aver superato la confluenza tra il fiume Sele e il Tanagro, la via Popilia puntava a sud risalendo il percorso di quest'ultimo fiume, fino a raggiungere il Vallo di Diano, un altopiano dove all'epoca erano situate le città romane di Atina (Atena Lucana), Tegianum (Teggiano), Consilinum (Padula), Sontia (Sanza) e i pagi di Marcellianum e Forum Anni (poi Forum Popilii). Molti di questi insediamenti, secoli dopo, sarebbero stati devastati da Alarico e i suoi visigoti e solo alcuni furono ricostruiti in epoca medievale, come ad esempio Forum Popilii, ricostruita in posizione più difendibile, con il nome usato di Polla.
Lasciato il Vallo di Diano, la strada si dirigeva a sud verso l'antica città di Nerulum (oggi scomparsa) e da qui a Muranum, l'odierna (Morano Calabro). Nel percorso fino a Rhegium, la strada attraversava il territorio di Interamnium (San Lorenzo del Vallo) e le città di Caprasia (individuata nella posizione di contrada Ciparsia di Castrovillari), Consentia (Cosenza) e Mamertum (Martirano), nota nelle cronache romane per la resistenza dei suoi abitanti alleati di Roma contro Pirro nelle guerre pirriche e per aver dato origine al nome di Mamertini, soldati mercenari famosi soprattutto per aver giocato un ruolo di primo piano nello scoppio della Prima guerra punica.
Da Mamertum, sempre continuando verso sud, la via raggiungeva l'importante nodo fluviale di Ad Sabatum Flumen, un passaggio obbligato e di importanza strategica per i collegamenti nella zona e per raggiungere l'antica Vibona (Vibo Valentia); si raggiungeva quindi Hipponium (dopo le guerre pirriche ribattezzata Valentia, oggi unita a Vibo nel comune di Vibo Valentia). Prima di raggiungere la sua città di arrivo, la via Capua-Rhegium toccava anche Nicotera, Medma e Metauros.

## La questione del nome
Sebbene quello di Via Popilia sia entrato nell'uso, la questione su quale appellativo sia corretto attribuire alla via rimane ancora dibattuta. Infatti una corrente interpretativa (peraltro maggioritaria) sostiene la liceità del nome Via Popilia, individuando in Publio Popilio Lenate il console che l'avrebbe fatta costruire nel 132 a.C.: ciò in ragione di quanto si legge nella cosiddetta Lapide di Polla.
Altri studiosi, tra cui Vittorio Bracco, sono propensi a indicare la strada col nome di Via Annia, poiché sarebbe stata in realtà costruita dal console Tito Annio Lusco (quindi nel 153 a.C.). L'ipotesi è suggerita da un'iscrizione miliare ritrovata nel vibonese, recante il nome di un certo "Tito Annio, pretore, figlio di Tito" e la distanza da Vibo a Capua (255 miglia).
Nel tentativo di risolvere la contraddizione è stata avanzata un'altra ipotesi, che metterebbe d'accordo le due iscrizioni: la strada sarebbe stata iniziata da Popilio ma completata l'anno successivo da un Annio. Non si tratterebbe però di Tito Annio Lusco bensì di Tito Annio Rufo, uno dei pretori del 131 a.C.

## LaLapide di Pollacon le stazioni principali

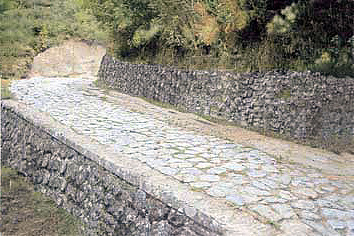
Un tratto della Via Popilia in provincia di Reggio Calabria.

Su una lapide ritrovata a Polla (in provincia di Salerno) sono indicati i centri principali attraversati dalla Via ab Regio ad Capuam:
| Stazione                             | Località attuale                                                                                             |
| ------------------------------------ | --- |
| Capua                                | Capua |
| Nuceria                              | Nocera |
| Moranum                              | Morano |
| Cosentia                             | Cosenza |
| Valentia                             | Vibo Valentia                                                                                                |
| ad fretum ad statuam (o ad columnam) | nei pressi di Catona (uno dei quartieri nord di Reggio) oppure Porticello (nel comune di Villa San Giovanni) |
| Rhegium                              | Reggio |

| Lapide di Polla (Lapis pollæ) | Trascrizione del testo originale |
| --- | --- |
| il "Lapis pollæ" della Via Popilia | VIAM·FECEI·AB·REGIO·AD·CAPVAM·ET IN·EA·VIA·PONTEIS·OMNEIS·MILIARIOS TABELARIOSQVE·POSEIVEI·HINCE·SVNT NOVCERIAM·MEILIA·LI·CAPVAM·XXCIIII MVRANVM·LXXIIII·COSENTIAM·CXXIII VALENTIAM·CLXXX AD·FRETVM·AD STATVAM·CCXXXI ·REGIVM·CCXXXVII SVMA·AF·CAPVA·REGIVM·MEILIA·CCCXXI ET·EIDEM·PRAETOR·IN SICILIA·FVGITEIVOS·ITALICORVM CONQVAEISIVEI·REDIDEIQVE HOMINES·DCCCCXVII·EIDEMQVE PRIMVS·FECEI·VT·DE·AGRO·POPLICO ARATORIBVS·CEDERENT·PAASTORES FORVM·AEDISQVE·POPLICAS·HEIC·FECEI |
| Traduzione | |
| Feci la via da Reggio a Capua e in quella via posi tutti i ponti, i milliari e i tabellarii. Da questo punto a Nocera 51 miglia, a Capua 84, a Morano 74, a Cosenza 123, a Vibo Valentia 180, allo Stretto presso la Statua 231, a Reggio 237. da Capua a Reggio in totale 321 miglia. E io stesso, pretore in Sicilia, catturai e riconsegnai gli schiavi fuggitivi degli Italici, per un totale di 917 uomini, e parimenti per primo feci in modo che sull'agro pubblico i pastori cedessero agli agricoltori. In questo luogo eressi un foro e un tempio pubblici. | |

Considerando che un miglio romano corrisponde a otto stadi (circa 1480 m), la distanza tra Reggio e Capua equivaleva a 475 km circa. Confrontando queste misure con quelle attuali si nota chiaramente che questi dati coincidono grosso modo con la distanza attuale.